# シマジン
シマジン（英: Simazine）は、トリアジン系除草剤の一種。

## 用途
チバガイギー社が開発した除草剤で、1999年の実績では単剤生産量1,360トン、日本では原体57.5トンと製剤15.2トンが輸入されている。シマジン自体は安定で分解が遅く、薬害が強いために、水田よりも畑地で使用される。雑草の発生初期に使用すると、根から吸収され、成長抑制・殺草作用を示す。カヤツリグサやメヒシバ、タデなどに有効で、畑地や果樹園のほかに住宅地や河川敷、ゴルフ場の芝管理にも使用される。
日本での農薬登録は1958年（昭和33年）6月30日。農薬取締法により水質汚濁性農薬に指定されているため、使用には都道府県知事の許可が必要である。

## 性質
可燃性であり、燃焼や加熱により有害なフュームを生じる。毒物及び劇物取締法により毒物・劇物に分類されてはいないが、農薬取締法による水質汚濁性農薬、および土壌汚染対策法による第3種特定有害物質に指定されている。排水基準を定める省令および水質汚濁防止法による排出基準は0.03mg/l以下と定められている。一日許容摂取量は0.0013mg/kg/日。